# カタルーニャ料理

スペインにおけるカタルーニャ州

カタルーニャ料理（カタルーニャりょうり）は、スペインとフランスにまたがるカタルーニャ地方で食べられている料理。

## 歴史

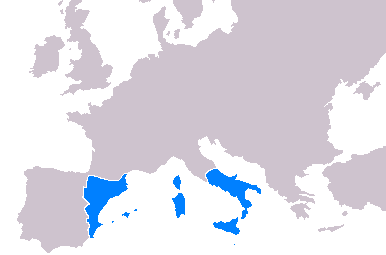
アラゴン＝カタルーニャ連合王国の最大版図

8世紀以後にカタルーニャの一部を支配したムーア人は、砂糖（サトウキビ）、香辛料、ナス、アーティチョーク、コメ、パスタなどの食材をカタルーニャにもたらした。ユダヤ人もムーア人の前にこの地方に足跡を残している。これらの民族の影響を受けた結果、この地方には様々な要素を併せ持つ食文化が栄えた。
中世にはアラゴン＝カタルーニャ連合王国が地中海の大部分を支配する強大な国家となった。ヨーロッパでは長らくカタルーニャ料理が影響力を持ち、カタルーニャ語で書かれたレシピ集の存在は14-15世紀にカタルーニャ料理が名声を博したことを物語っている。14世紀初頭に書かれた無名作家の料理本には、タマネギやニンニクを揚げて作ったスフラジット、ヤギのチーズを詰めたナス、魚のフライ、チキンのアーモンドソース添え、バラと蜂蜜風味のチーズなどが書かれている。アラゴン王アルフォンソ5世は1443年にナポリ王となっており、アルフォンソ5世の主席料理人だったルペルト・ダ・ノラも料理本を著している。彼のレシピはジェノヴァ、ロンバルディア、フランスの要素を取り入れているとされ、アラブの要素が見られるとされることもある。
1939年から1975年まで続いたフランコ体制下にカタルーニャ文化が破壊され、現代には産業化された食品が登場したことで、カタルーニャ人は自らの農村や家庭料理の価値を再認識している。

## 特徴

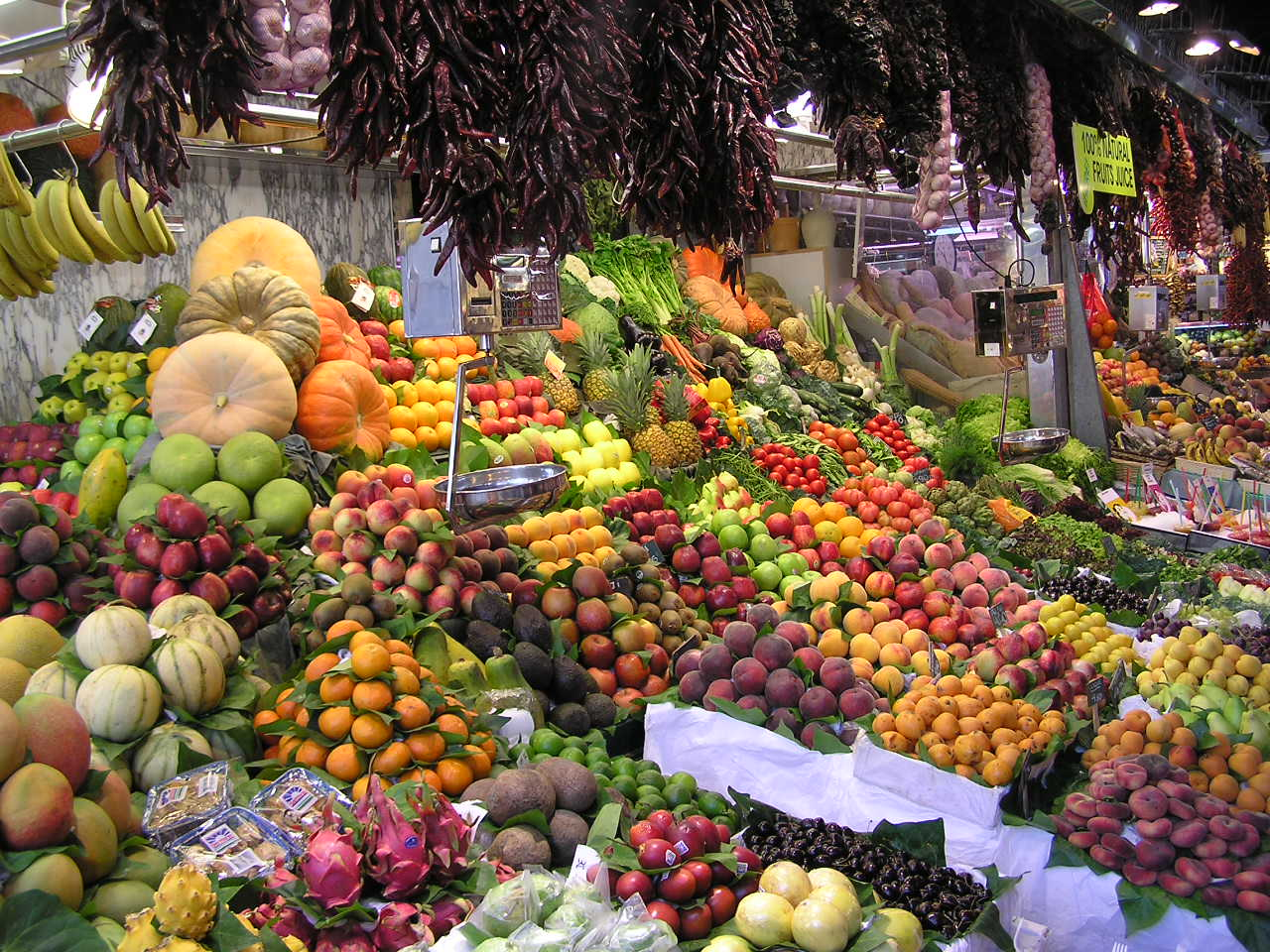
バルセロナの「ラ・ブカリーア」市場

カタルーニャ料理は、動物性油脂のラード中心のスペイン料理と、植物性油脂のオリーブオイル中心の地中海料理という、ふたつの地域の料理の要素を併せ持っている。バレアレス料理、バレンシア料理、南フランス料理、アラゴン料理、ムルシア料理などの西地中海料理と接点がある。イギリスの料理本著作家であるクラウディア・ローデンは、カタルーニャ料理にはアフリカ、フランス、アラブの影響が及んでいるとしている。ジュゼップ・プラ、ジャウマ・ファブラガなどの料理本著作家/料理研究者は、カタルーニャ州だけでなくバレアレス諸島やバレンシア州で食べられている料理もカタルーニャ料理であるとみなしているが、この見解はカタルーニャ独立運動と関連する政治的意味合いを包含しており、広く浸透しているわけでもバレアレス諸島州政府やバレンシア州政府などから支持されているわけでもない。
その地理的多様性が理由で、カタルーニャでは新鮮な野菜、肉類、果物が生産され、高品質の魚介類が漁獲されている。変化に富んだ風土のために食材の多様性が豊かであり、多くの民族と交流してきた歴史から料理法も豊富である。カタルーニャ北部はより伝統的なカタルーニャ料理の要素を残しており、一方のカタルーニャ南部はニンニク、トマト、香辛料などを多用する傾向がある。
伝統的には植物性のオリーブオイルと動物性のラードが併用されていたが、今日ではカタルーニャではラードを加えずに料理することが多い。カタルーニャのエクストラバージンオイルはスペイン有数のオリーブオイルであり、カタルーニャにはスペインでもっとも古い部類のオリーブの木がある。ラ・ブカリーア市場は世界的に知られた市場であり、地元料理を提供するレストランも備えている。

## 料理

### 穀物・豆類・キノコ

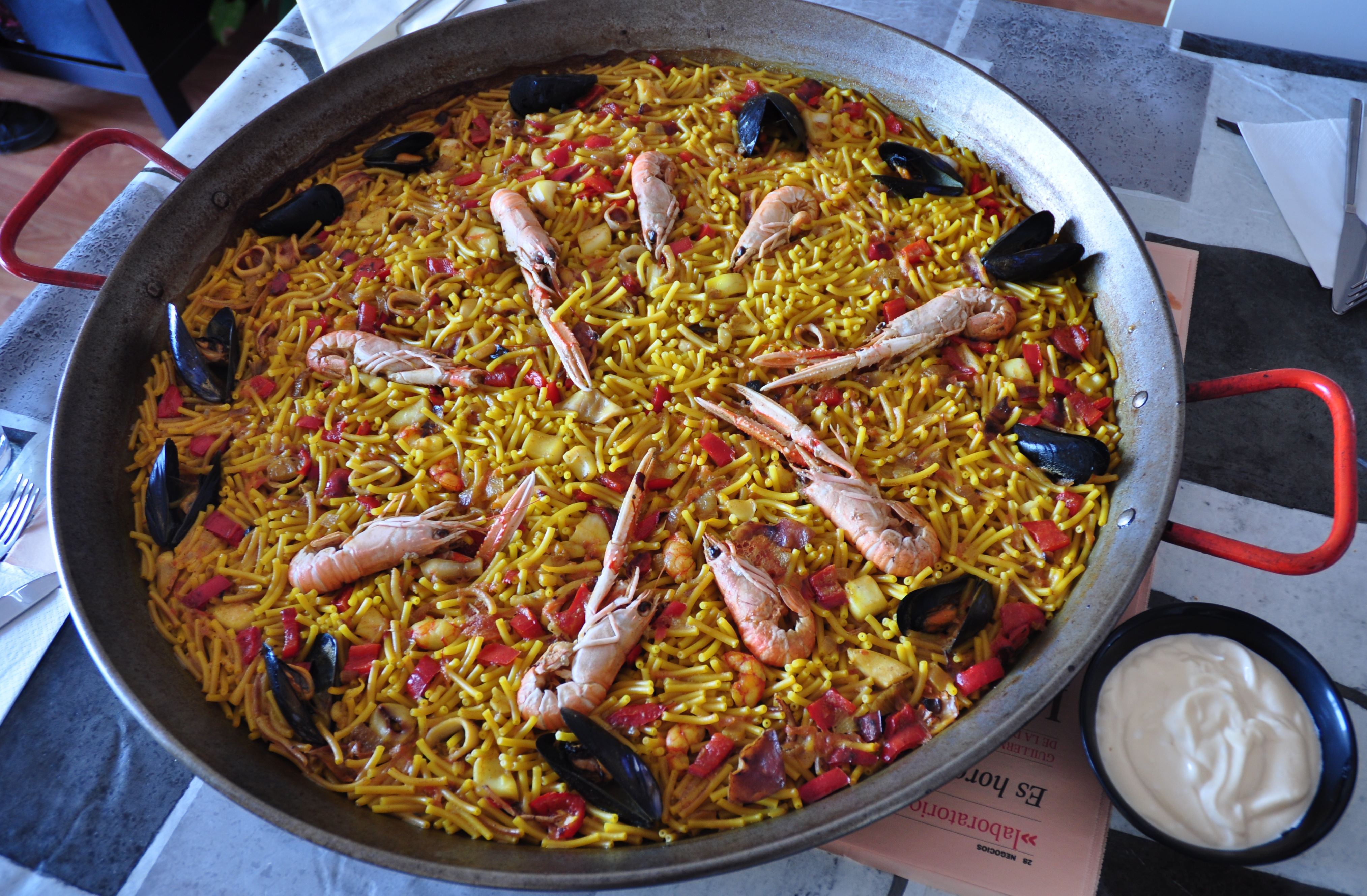
パエリアの一種であるフィデウアー

代表的な穀物は小麦であるが、コメ、ライ麦、ソバなども栽培されている。小麦はパンの他に、パスタ、コカ、ビスケットなど多様な料理に使用される。カタルーニャでコメは野菜の一種とされ、主にカタルーニャ州南部のエブロ・デルタで栽培されて様々な料理に使用されている。アロス・ア・ラ・カソーラ(Arròs a la cassola)は「カタルーニャ風パエリア」と呼ばれ、一般的にパエリアに用いられるサフランの代わりにイカ墨を用いる。カタルーニャでは木曜日には外食でパエリアを食べる習慣があり、パエリアのコメの代わりにパスタを用いるフィデウアーはカタルーニャ地方南部の沿岸部の名物である。
小麦から作るコカは「カタルーニャ風ピザ」であり、ピザとは異なりチーズを使用しない点が特徴である。コカは祭礼時の定番料理であり、トマト、タマネギ、ピーマン、アンチョビなど様々な食材を乗せる。豆類ではインゲンマメが好まれ、他にはヒヨコマメやレンズマメやソラマメも使用される。

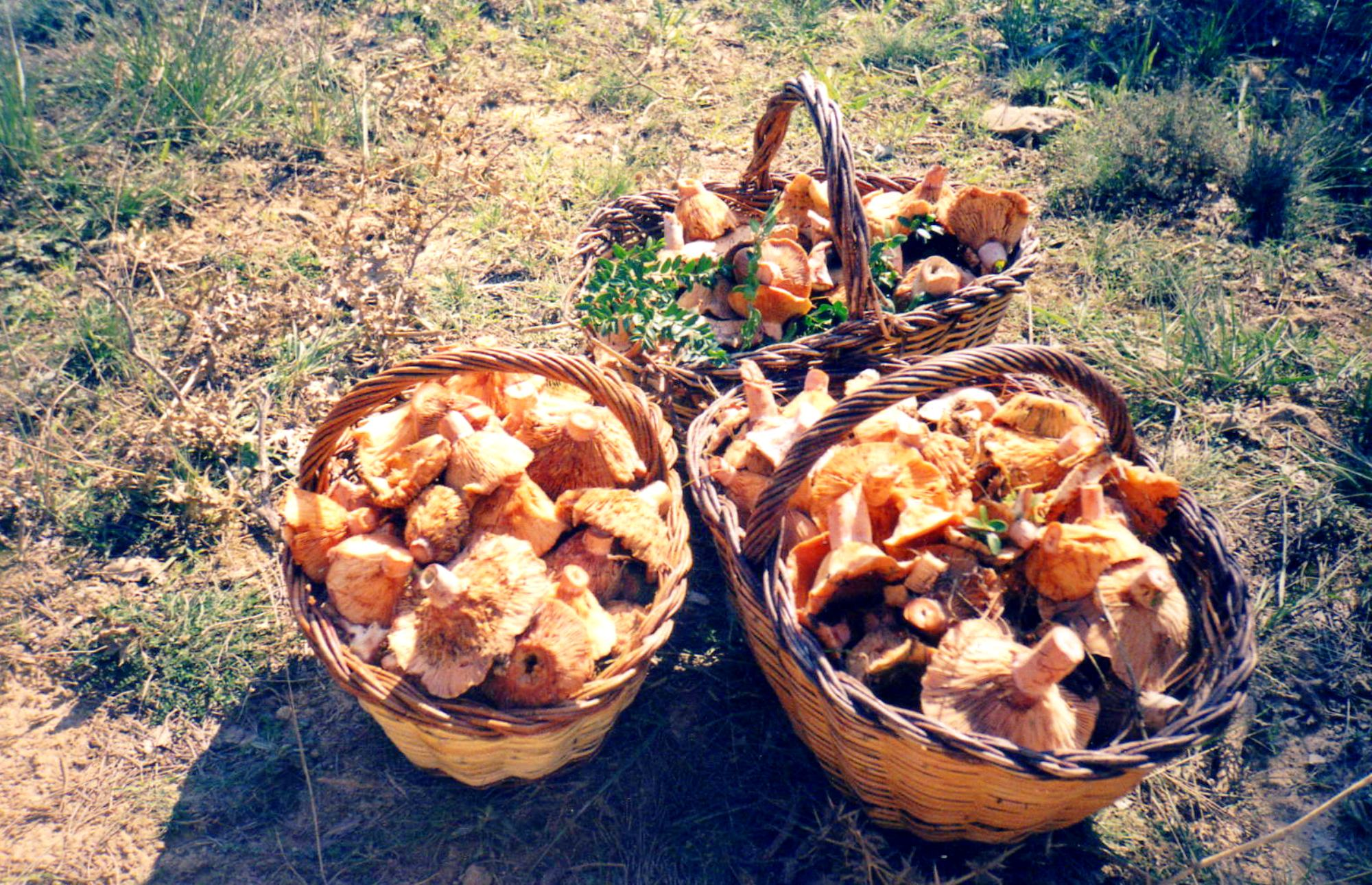
カタルーニャ地方で採れた野生のアカハツタケ

カタルーニャ人は日本人に劣らないほどのキノコ好きの民族であり、スペイン中南部のマドリードやアンダルシア地方をはるかに上回る種類のキノコが食される。秋季にはキノコ狩りに何日も費やすことがある。もっとも簡単な料理法はオリーブオイルとニンニクでソテーすることであるが、オムレツやスクランブルエッグなどの卵料理にも使用され、子牛の肉と一緒に煮込む料理はカタルーニャ地方の「おふくろの味」である。日本に比べてキノコ狩りが盛んであり、またバルセロナの市場「ラ・ブカリーア」にはキノコ専門店がある。

### 魚料理
白身魚とエビや貝などをトマトベースで煮込んだブイヤベース、魚介類のスープ、白身魚のソテー、フライ、アンチョビなどのオイル漬けなど、地中海に面したカタルーニャでは豊富な魚介類料理がある。タラと野菜のサラダであるアスカシャーダ、サラダにアンチョビやタラを添えてソースをかけたシャトーなどがカタルーニャ地中海沿岸料理の典型である。スケット・ダ・ペシュ(Suquet de Peix)は、魚介類、ジャガイモ、ニンニク、トマトを使用した煮込み料理であり、使用する魚介類は水揚げに応じてその都度変化する。

### 野菜料理

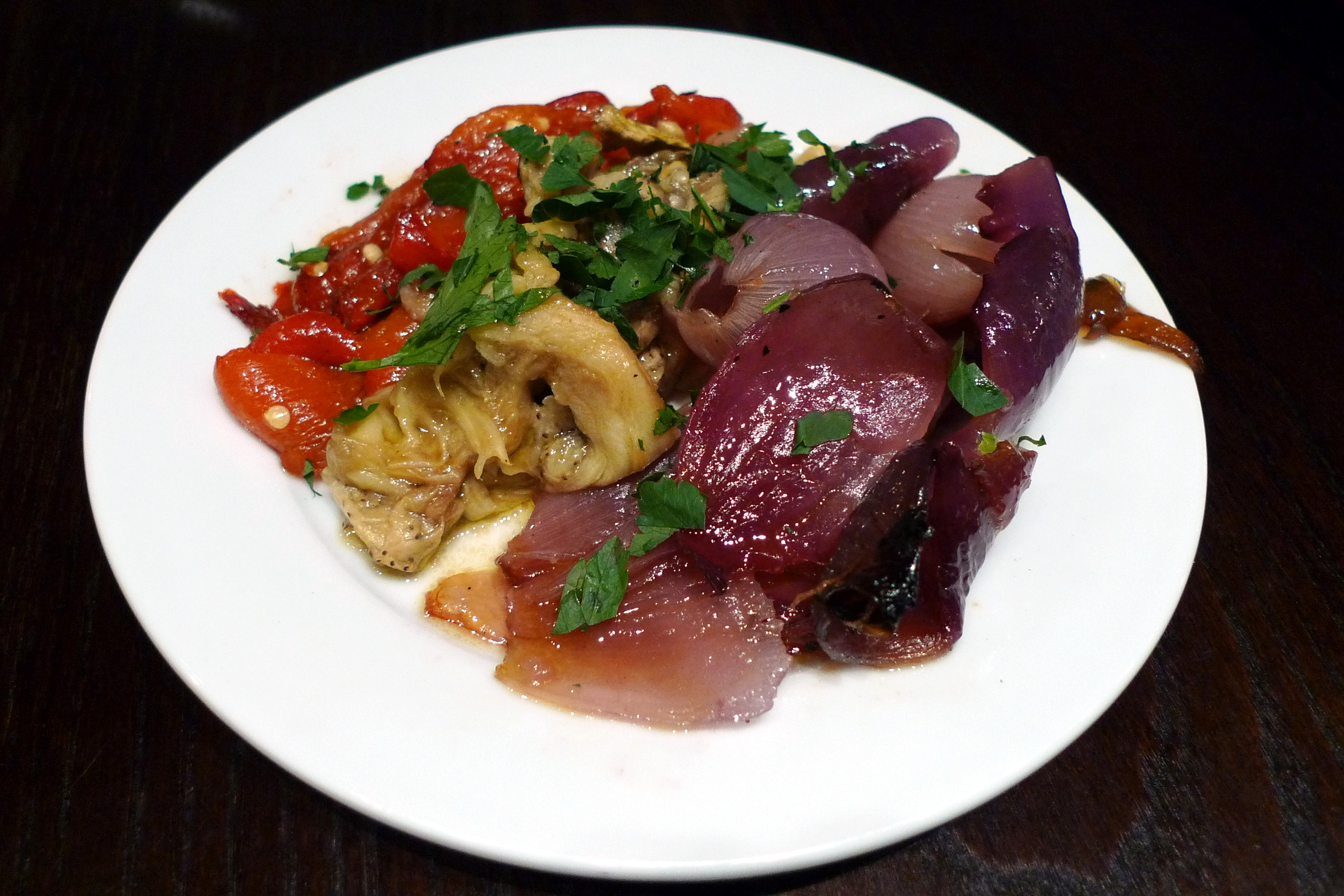
焼き野菜のアスカリバーダ

肉や魚ではなく野菜をメインに据えた料理が多いのもカタルーニャ料理の特徴である。野菜ではジャガイモやカブが頻繁に使用され、その他にはキャベツ、フダンソウ、ホウレンソウ、カリフラワー、ニンジン、アーティチョーク、パースニップ、トマト、ナス、タマネギ、ニンニクなどが用いられる。果物は生または乾燥させて、調味料・添え物・ソースなどとして用いられる。
パプリカやナスや玉ねぎなどの焼き野菜であるアスカリバーダがあり、サラダにソーセージや卵などを乗せたものは「カタルーニャ風サラダ」と呼ばれる。カタルーニャ料理には松の実が多用され、松の実を加えて炒めたホウレンソウは「ホウレンソウのカタルーニャ風」と呼ばれる。冬季の郷土料理としてカルソッツ（焼きネギ）があり、家族や友人が集まった際にネギを焼いてパーティをすることも多い。焼いたネギをルメスコと呼ばれる野菜のソースに浸して食べるカルソッツの風習は、伝統的に日曜日のお昼に行われる。アスケイシャーダ(Esqueixada)は、ピーマン、トマト、タマネギ、ワインビネガー、干しタラを和えたサラダである。

### 肉料理・乳製品

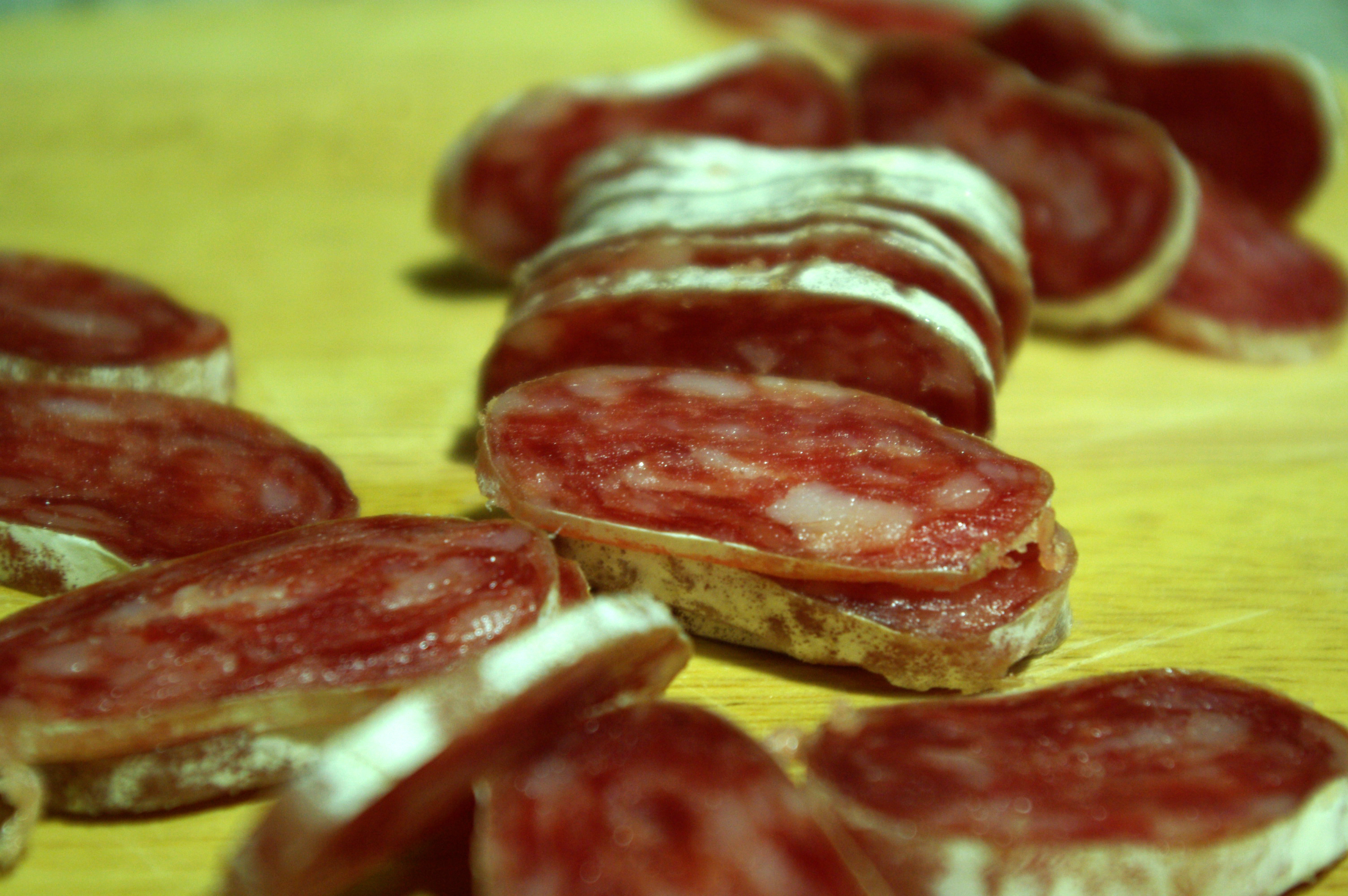
ビック周辺で食べられるフエット

伝統的な肉類には子羊があるが、豚肉はカタルーニャのあらゆる地域で使用される。山岳地帯では仔馬、ニワトリ、アヒル、ガチョウ、ウサギ、七面鳥、ホロホロ鳥などが見られ、ジビエ（野生の鳥獣）としてイノシシ、ヤギ、ウサギ、ウズラ、ハト、ツグミなども食される。牛、羊、鶏、七面鳥、ウサギ、豚などが一般的な肉類であるとされ、煮込むことの多い牛肉の食べ方にはフランス料理の影響も見られる。カタルーニャの伝統的な煮込み料理として、肉、豆、ジャガイモ、キャベツなどを煮込んだアスクデーリャ(Escudellla)がある。
ソーセージの種類は豊富であり、焼いたソーセージに白インゲンマメを添えて、アイオリソースで食べるのがカタルーニャ風である。バレアレス諸島のソーセージとしてソブラサーダがあり、ビック周辺では細めのサラミであるフエットが作られている。
ハムとチーズはカタルーニャ料理の定番の食材であり、チーズの主要生産地はサルダーニャ郡のラ・セウ・ドゥルジェイである。伝統的なチーズは姿を消しつつあるものの、今日でもオリーブオイルに浸したヤギのチーズなどを見つけることができる。チーズにはヤギの乳から生産されるサラット(serrat)、トゥピ(tupí)などがある。アヒルを飼育してフォアグラや鴨ハムが生産される。ピレネー山麓ではチーズを生産するためのウシやヤギが飼育されており、ソーセージを生産するためのブタも飼育されている。

### デザートなど
カタルーニャの焼き菓子にはクレマ・カタラーナやパナリェットがあり、11月1日の諸聖人の日には伝統的にパナリェットや焼き栗が食べられる。カタルーニャでは蜂蜜の品質も高い。
パ・アム・トゥマカットはパン・ド・カンパーニュにトマトを塗ってオリーブオイルと塩を振りかけた簡素な料理であり、スペインの中でも特にカタルーニャにのみ見られる料理である。焼き野菜やアンチョビなどを乗せることもあり、パ・アム・トゥマカットはカタルーニャ人のアイデンティティの拠り所、カタルーニャ人の国民食ともいわれている。

## 飲料

### ワイン

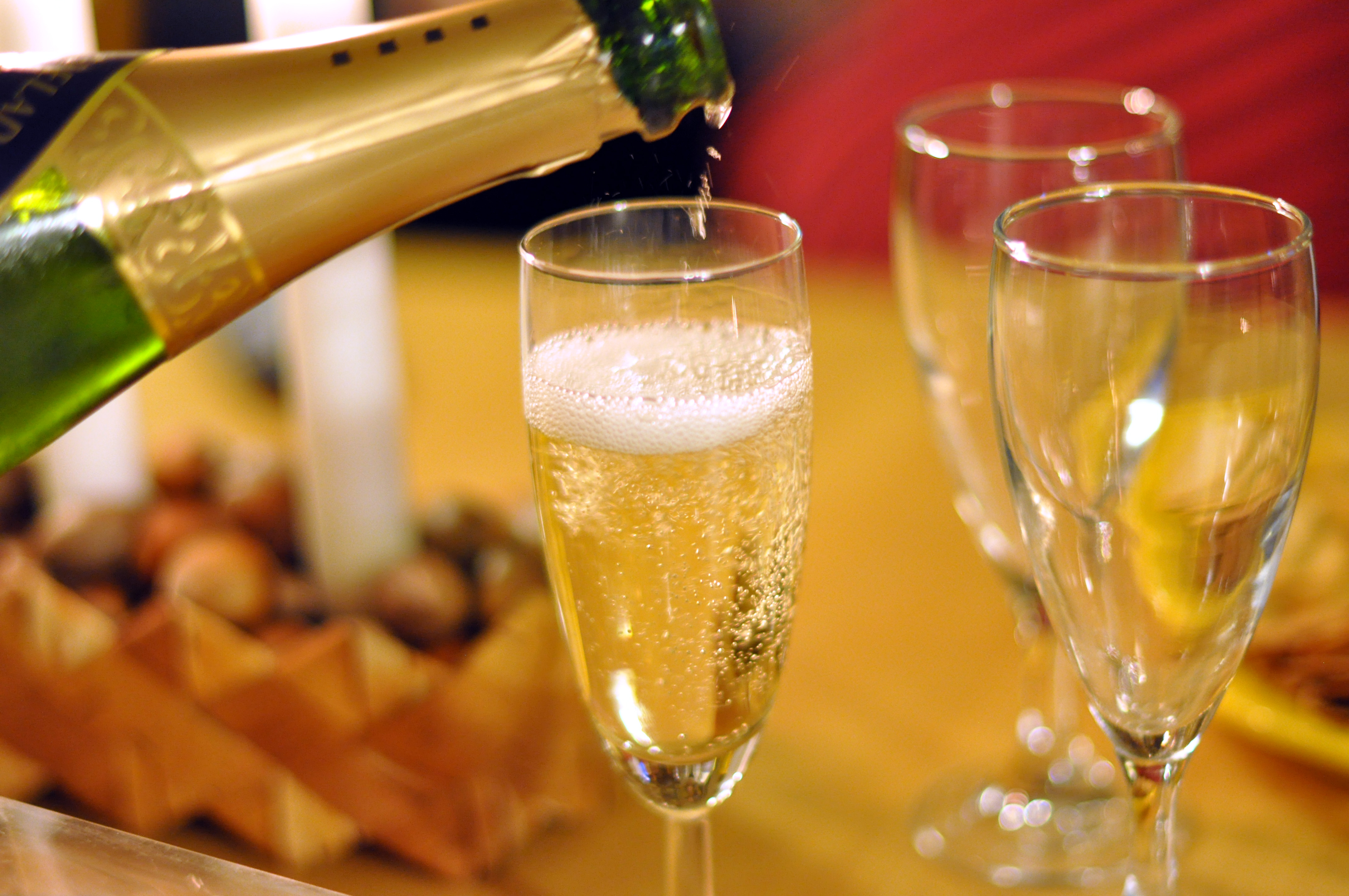
スパークリングワインであるカバ

カタルーニャ州は地中海性気候の影響を強く受けており、地中海沿岸部は温暖で一定の降水量があるが、内陸部に入るにつれて気候は乾燥する。カタルーニャ地方はローマ時代からヨーロッパにおける一大ワイン産地であり、現代のスペインワイン革新の先駆者的な存在であるとされている。カタルーニャ州のワインの特色には、多様なワインを生産していること、外国品種と固有種を組み合わせた新しいスタイルのワインを生産していることの2点が挙げられる。今日、この地域のブドウ畑の70%は白ブドウ品種が占めている。
この地方のワインの代名詞的存在としてスパークリングワインのカバがある。プリオラート (DOQ)はリオハ (DOC)とともにスペインで2つしかない特選原産地呼称産地である。サン・サドゥルニ・ダノヤなどのペネデス (DO)がカバの産地であり、輸出量の観点で言えばカバはリオハ (DOC)を凌いでスペイン最大のワイン産地である。カタルーニャ地方の主要なワイナリーには、カバのフレシネ社、カバのコドルニウ社、スティルワインのミゲル・トーレス社などがある。

### 料理法

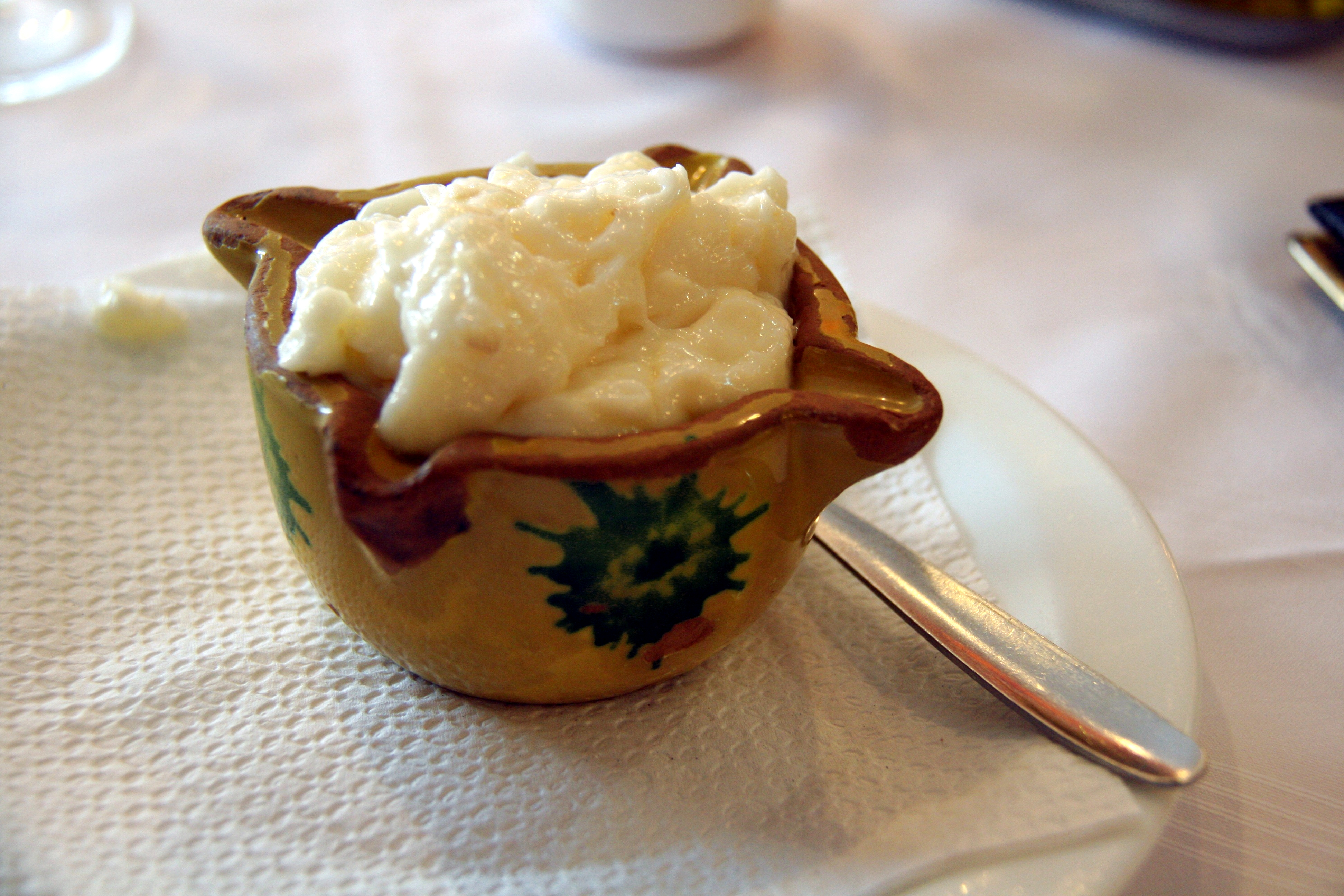
アイオリソース

グリルやスレートで焼いたり、茹でたり、煮込んだり、炒めたり、揚げたりと、カタルーニャ料理には様々な調理法が用いられるが、特徴的なのは陶器製の蒸し焼き鍋で「ロースト」する調理法である。カタルーニャ料理ではスペインの他地方に比べるとソースの重要性が高いとされる。ファラン・アグリョーは1930年代にカタルーニャ料理の基本となる4つのソースを記録している。卵黄とオリーブオイルとニンニクを和えたアイオリ、タマネギ・トマト・ニンニクを和えたスフラジット、スフラジットにペッパー・ナス・ズッキーニを加えたサンファイナ、アーモンドをベースにニンニク・パセリ・ナッツ・パン片を和えたピカーダである。この4つ以外にも、ルメスク、アリパブレ、シャトなど多くのソースがある。
本来はカタルーニャの食文化とは異なるものの、小皿料理のタパス文化がバルセロナに持ち込まれてから長い年月を経ている。ピンチョスと呼ばれるバスク式タパスが人気であり、干しタラやソーセージなどが盛られた一口大のバゲットを爪楊枝を使って食べる。

## 料理人

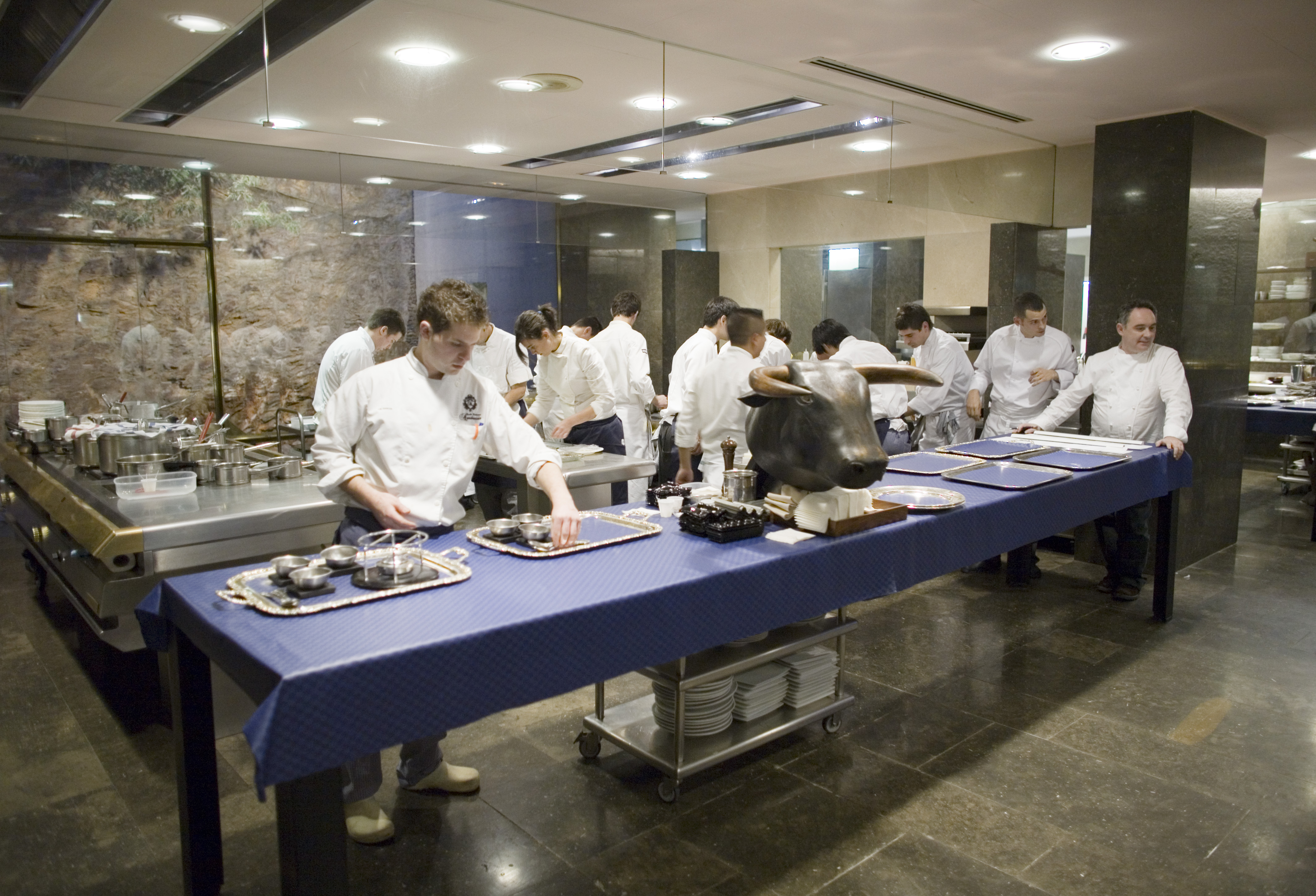
エル・ブジのキッチン

2011年度のスペイン版ミシュランガイドで3つ星を獲得したレストランは7軒あったが、うち4軒はカタルーニャ州のレストランだった。ジローナ県のロザス湾近郊にはフェラン・アドリアがオーナーシェフを務めている「エル・ブジ」があり、世界の料理界を驚かせた独創的な料理で知られる。「エル・ブジ」は2002年・2006年・2007年・2008年・2009年にレストラン誌によって「世界のベストレストラン50」第1位に選ばれている。
2004年には「アスタニー・クラー・ダ・セルクス」のジョルディ・クルスがミシュランガイドで1つ星を獲得したが、26歳での星の獲得はスペイン最年少、世界で2番目の若さだった。カルメ・ルスカイェーダはミシュランガイドで計7つの星を有しているが、これは女性料理人としては世界最多である。2013年と2015年には、ジョルディ・ロカなどロカ3兄弟がジローナで経営する「アル・サリェー・ダ・カン・ロカ」が、「世界のベストレストラン50」第1位に選ばれた。

## 文献
- 田澤, 耕『カタルーニャを知る事典』平凡社〈平凡社新書〉、2013年。
- 立石, 博高、奥野, 良知『カタルーニャを知るための50章』明石書店〈エリア・スタディーズ〉、2013年。
- Andrews, Colman, Catalan Cuisine. Harvard Common Press, 2006 ISBN 1-55832-329-5
- Fàbrega i Colom, Jaume, Traditional Catalan Cooking. Edicions de La Magrana, 1997, ISBN 84-7410-964-7 ISBN 9788474109641
- Lladonosa i Giró, Josep, The Book of Catalan Kitchen. Alianza Editorial, 2007, ISBN 84-206-0354-6